# Autographa sinooccidentalis
Autographa sinooccidentalis là một loài bướm đêm trong họ Noctuidae.